# Терезина (микрорегион)

Терезина на карте.

Терезина (порт. Microrregião de Teresina) — микрорегион в Бразилии, входит в штат Пиауи. Составная часть мезорегиона Северо-центральная часть штата Пиауи и агломерации Гранди-Терезина. Население составляет 999 256 человек (2010). Площадь — 9189,758 км². Плотность населения — 108,74 чел./км².

## Демография
Согласно сведениям, собранным в ходе переписи 2010 г. Национальным институтом географии и статистики (IBGE), население микрорегиона составляет:
| Полное население                             | Полное население                             | Полное население                             | Полное население                             | 999 256 |
| -------------------------------------------- | -------------------------------------------- | -------------------------------------------- | -------------------------------------------- | ------- |
| в том числе:                                 | Городское население                          | 870 242                                      | Процент городского населения, %              | 87,09   |
|                                              | Сельское население                           | 129 014                                      | Процент сельского населения, %               | 12,91   |
|                                              | Мужское население                            | 473 155                                      | Процент мужского населения, %                | 47,35   |
|                                              | Женское население                            | 526 101                                      | Процент женского населения, %                | 52,65   |
| Плотность населения, чел/км²                 | Плотность населения, чел/км²                 | Плотность населения, чел/км²                 | Плотность населения, чел/км²                 | 108,74  |
| Население микрорегиона в % к населению штата | Население микрорегиона в % к населению штата | Население микрорегиона в % к населению штата | Население микрорегиона в % к населению штата | 32,04   |

## Статистика
- Валовой внутренний продукт на 2003 год составляет 3 822 650 311,00 реалов (данные: Бразильский институт географии и статистики).
- Валовой внутренний продукт на душу населения на 2003 год составляет 4109,39 реалов (данные: Бразильский институт географии и статистики).
- Индекс развития человеческого потенциала на 2000 год составляет 0,736 (данные: Программа развития ООН).

## Состав микрорегиона
В составе микрорегиона включены следующие муниципалитеты:
1. Алтус
2. Бенедитинус
3. Койварас
4. Курралиньюс
5. Демервал-Лобан
6. Жозе-ди-Фрейтас
7. Лагоа-Алегри
8. Лагоа-ду-Пиауи
9. Мигел-Леан
10. Монсеньор-Жил
11. Назария
12. Пау-д’Арку-ду-Пиауи
13. Терезина
14. Униан